# عتبة بن فرقد السلمي
عتبة بن فرقد السلمي هو صحابي ويعتبر فاتح شمال العراق وأذربيجان.

## نسبه
هو أبو عبد الله عتبة بن فرقد بن يربوع بن حبيب بن مالك بن أسعد بن رفاعة بن ربيعة بن رفاعة بن الحارث بن بهثة بن سليم السلمي. .

## إسلامه
أسلم أبو عبد الله عتبة بن فرقد السلمي قبل غزوة خيبر ، وشهد هذه الغزوة مع رسول الله ﷺ وقسم له من الغنائم ، وكان يعطي منها لبني أعمامه عاماً ولبني أخواله عاماً، وكانت غزوة خيبر في سنة سبع للهجرة ، مما يدل على أنه أسلم في هذه السنة أو قبله بقليل.
وقد غزا مع النبي ﷺ غزوتين فقط، ونال شرف الصحبة والجهاد مع النبي محمد ﷺ .

## فــتــوحـــاتــه
نهض عتبة بعد النبي ﷺ لجهاد المرتدين ؛ فلما عاد أهل الردة إلى الإسلام تفرغ عتبة للجهاد والفتح الإسلامي.
وقد تسلم منصب إمارة الموصل على الحرب والخراج سنة سبع عشرة خلفاً لعرفجة بن هرثمة البارقي الذي أمد به عمر بن الخطاب عتبة بن غزوان، ولايمكن أن يتولى أحد مثل هذا المنصب الخطير مالم يكن قد بذل جهوداً مشرفة في الجهاد من قبل .
ولما أستقر عتبة بالموصل، شرع في فتح مناطقها المجاورة وهي :

### فتح (شهرزور) و(الصامغان) و(دارباد)
(شهر زور ) و( الصامغان) و( داراباذ) ؛ ففتح ( شهرزور) ، وصالح أهل (الصامغان ) و(دارا باذ) على الجزية والخراج، وكان ذلك سنة اثنتين وعشرين للهجرة، فلما أنجز ذلك كتب إلى عمر بن الخطاب : (( إن فتوحي قد بلغت (أذربيجان) )) فولاه إياها واعاد عرفجة بن هرثمة البارقي إلى الموصل .

### فتح (أذربيجان)
وســار عتبة لفتح ( آذربيجان ) من (شهر زور) ، وهي مجاورة لمنطقة ( آذربيجان ) ، كما سـار بكير بن عبد الله لفتحها من (حلوان) ؛ فتح عتبة من ( آذربيجان ) الجهة المتاخمة ( لشهر زور) باتجاه تقدمه كما فتح بكير منها مايليه، ولكن عمر بن الخطاب أصدر أمره إلى بكير أن يتوجه لفتح ( الباب ) وأمره أن يستخلف بكير عتبة على الذي فتحه من (آذربيجان ) ، فأقره عتبة سماك بن خرشة الأنصاري على عمل بكير، إذ جمع عمر آذربيجان كلها لعتبة.
وكان قائد الفرس في تلك المنطقة يدعى ( بهرام) قد حشد جيشا لصد عتبة عن استكمال فتح آذربيجان، لذلك تقدم عتبة بقواته إلى حيث عسكر جيش ( بهرام) فنشبت بين الطرفين معركة حامية خسرها الفرس، فاستسلمت المناطق الأخرى من آذربيجان سلماً، وأصبحت مناطقها كلها بيد المسلمين ؛ فكتب عتبة بينه وبين أهل آذربيجان أماناً لسهلها وجبلها وحواشيها وشفارها وأموالهم وشرائعهم على أن يؤدوا الجزية على قدر طاقتهم وهذا نص كتاب عتبة بن فرقد السلمي لآهل آذربيجان : ( بسم الله الرحمن الرحيم، هذا ما أعطى عتبة بن فرقد عامل عمر بن الخطاب أمير المؤمنين أهل آذربيجان سهلها وجبالها وحواشيها وشفارها وأهل مللها كلهم الأمان على أنفسهم وأموالهم ومللهم وشرائعهم على أن يؤدوا الجزية على قدر طاقتهم، وليس على صبي ولا امرأة ولا زَمِن ( أي مريض مرضاً مزمناً) ليس في يديه شيء من الدنيا، ولامتعبد ليس في يديه من الدنيا شيء، لهم ذلك ولمن سكن معهم ؛ وعليهم فرى المسلم من جنود المسلمين يوماً وليلة ودلالته . ومن حشر منهم في سنة وضع عنه جزاء تلك السنة، ولمن أقام فله مثل مالمن أقام من ذلك، ومن خرج فله الأمان حت يلجاء إلى حرزه ). وامتد فتح عتبة حتى مدينة ( أرمية ) الواقعة بالقرب من بحيرة ( أرمية ) .

## عتبة في التاريخ
تلك هي مزايا عتبة القائد الإنسان، وذلكم هو جهاده في سبيل إعلاء كلمة الله، فلاعجب أن يفتح شرقي دجلة من شمال الموصل حتى الحدود العراقية – التركية – الإيرانية وهي أقضية زاخو والعمادية ودهوك وعقرة من لواء الموصل بالإضافة إلى لوائي أربيل والسليمانية، كما فتح معظم آذربيجان الواقعة في إيران والمتاخمة للحدود العراقية – التركية – الروسية، ونشر الإسلام في كل تلك الربوع .
ذلك من آثار العقيدة الراسخة والإيمان العظيم، والشجاعة النادرة والقيادة الحكيمة ممثلة في رهبان الليل وفرسان النهار من العرب المسلمين جنوداً، وفي قائد الرجال وقاهر الجبال الصحابي الجليل عتبة بن فرقد السلمي رضوان الله عليه .

## ذكره في المصادر المسيحية
يذكر الكاتب كوركيس عواد ورود ذكر لعتبة بن فرقد في قصدية باللغة الكلدانية في تاريخ الأديرة الشهيرة كتبها ايشوعياب الأربلي المعروف بان المقدم (أواسط القرن الخامس عشر الميلادي): أن عَتَبَة امير الموصل شيَّد للربان هرمزد ديراً بقرب صومعته في الجبل واوقف له ارجاءاً واملاكاً واراضي واسعة لتقوم بسد احتياجاته